# .sj
.sj es el dominio de nivel superior geográfico para Svalbard y Jan Mayen.